# Бабурино (Киржачский район)
Бабурино — деревня в Киржачском районе Владимирской области России, входит в состав Кипревского сельского поселения. 

## География
Деревня расположена в 4 км на юг от центра поселения деревни Кипрево и в 11 км на северо-восток от райцентра города Киржач.

## История
Деревня Бабурино впервые упоминается в грамоте царя Ивана Васильевича 1546 года, по сотной выписи 1562 года в ней имелось 8 дворов крестьянских.
В XIX — начале XX века деревня входила в состав Жердевской волости Покровского уезда, с 1926 года — в составе Киржачской волости Александровского уезда. В 1859 году в деревне числилось 43 двора, в 1905 году — 63 двора, в 1926 году — 84 двора.
С 1929 года деревня являлась центром Бабуринского сельсовета Киржачского района, с 1940 года — в составе Ефремовского сельсовета, с 1954 года — в составе Желдыбинского сельсовета, с 1959 года — в составе Лукьянцевского сельсовета, с 1971 года — в составе Кипревского сельсовета, с 2005 года — в составе Кипревского сельского поселения.

## Население
| 1859 | 1905 | 1926 | 2002 | 2010 | 2021 |
| ---- | ---- | ---- | ---- | ---- | ---- |
| 276  | ↗287 | ↗429 | ↘7   | ↗23  | ↗47  |